# Raffaello di Leca
Raffaello di Leca auch bekannt als Raffaellu da Leca, Raffè da Leca oder Raffè di Leca (* 1432; † 20. April 1456 in Genua), war ein korsischer Adliger im 15. Jahrhundert.

## Leben
Raffaello di Leca war der Sohn von Rinuccio di Nicolò (Herr von Vico 1378–1445). Er hatte zweiundzwanzig Brüder, sowohl legitime als auch uneheliche.
1453 heiratete er Bianca da Mare, eine Tochter von Simone da Mare, und wurde zusammen mit seinem Bruder Antonu Guglielmu in das Goldene Buch der Republik Genua eingetragen und in das Albergo Doria aufgenommen.
Inmitten der Unruhen auf Korsika schlug der Bischof von Aléria, Ambrogio d’Omessa, der wesentlich zur Rückkehr der Familie Fregoso beigetragen hatte, den Caporali (Volkstribunen) vor, dem Heiligen Stuhl die Herrschaft über die Insel anzubieten. Die von Eugen IV. entsandten päpstlichen Truppen belagerten die Burg von Cinarca unter dem Kommando von Raffaello di Leca. Sie wurden schwer geschlagen und in der Folge konnte Raffaelo einen großen Teil seiner verlorenen Gebiete zurückgewinnen.
Die von Graf Polo Della Rocca und Vincentello d’Istria (Neffe des Grafen Vincentello d’Istria) herbeigerufenen Aragonier unter Jayme Imbisora landeten im November 1451 auf Korsika. Sie eroberten einige Festungen und beabsichtigten Bonifacio zu belagern. Raffaello di Leca und Giudice Della Rocca (Sohn des Polo) wollten die unsichere Lage nutzen, um ihren Herrschaftsbereich zu erweitern, und blieben auf der Seite Genuas.
Raffaelo galt als äußerst grausam gegenüber seinen Feinden.

„Als Arrigo da Calacuccia aus Niolo den genuesischen Gouverneur Carlo de’ Franchi überwältigte, zahlte Raffaelo ihm 400 Pfund für seinen Gefangenen und sperrte ihn in eine Art rollenden Käfig, den jeder bewegen konnte. Der Unglückliche ertrug diese Behandlung nicht und starb wenige Tage später. Die genuesischen Soldaten verkaufte er an die Piraten der Berber, und um seine Verachtung zu zeigen, verlangte er von den Käufern nur acht Zwiebeln pro Kopf. Mit den Söldnern war er gnädiger und schickte sie oft ohne Lösegeld zurück. Einem aber ließ er jedoch Hände und Nase abschneiden. „Lombard“, hatte er zu ihm gesagt, „bist du es wirklich, den ich siebenmal gefangen genommen habe? Bist du es wirklich, der mir geschworen hat, nie wieder gegen mich zu kämpfen? Damit ich mich in Zukunft nicht täusche, will ich dich mit einem Erkennungszeichen versehen.““

### Herr in der Revolte
Im Jahre 1454, als fast alle korsischen Lehnsherren die Gunst der Banco di San Giorgio zu erlangen suchten, rebellierte er dagegen.
1455 kämpfte die Banco in einer Koalition zwischen Giudice und Antonio Della Rocca, Vincentello d’Istria und Mariano da Gaggio gegen Raffaello. Ein Überfall der Sarden auf Korsika unter der Führung von Berengario Erill, Vizekönig von Sardinien, im Auftrag des Königs von Aragon, verschärfte die Schwierigkeiten der Banco: Es wurde noch schlimmer, als Lodovico di Campo-Fregoso mit Berengario Kontakt aufnahm, um ihm Bonifacio zu verkaufen.

Als Raffaelo in seiner Festung Cinarca belagert wurde, gab er auf und zog sich in seine Festung Leca zurück, wo die Genuesen dank der Unterstützung von König Alfons V. von Aragón, von dem er 1456 seinen Adelsbrief erhielt, besiegt wurden.
Trotz des Waffenstillstands, der im Juli 1455 zwischen den Genuesen und den Aragonesen geschlossen wurde, setzte Giudice della Rocca die Kämpfe fort: „Ohne genau zu wissen, warum, wurden die Genuesen, nachdem sie sich mit Raffaelo versöhnt hatten, geschlagen und nach En-deçà-des-Monts zurückgedrängt“

Die Genuesen schickten Verstärkung unter dem Kommando von Giovanni delle Treccie. Giudice della Rocca aus Bariccini, Raffaelo, Anton’Guglielmo und ihr Onkel Giocante aus Leca blieben allein zurück, um die Hauptlast des Krieges zu tragen. Um dem Ganzen ein Ende zu setzen, übertrugen die Schutzherren von San Giorgio das Kommando über ihre Truppen Antonio Calvo, von dem die Chroniken berichten, er sei ein energischer und unerbittlicher Mann, dem förmliche Anweisungen erteilt wurden. Als er von Bord ging, setzte er ein Kopfgeld auf die Anführer aus: Wer Raffaele oder Giudice lebendig ausliefere, sollte tausend Dukaten erhalten, tot fünfhundert; die Gefangennahme der beiden anderen sollte mit zweihundert oder hundert Dukaten belohnt werden.
Raffaello flüchtete daraufhin nach Leca in seine Festung Castaldu (Arbori), wo er belagert wurde. Dem genuesischen Hauptmann Antonio Calvo gelang es, durch eine List in die Burg von Leca einzudringen. Raffaello da Leca, sein Bruder Antonio Guglielmo und zweiundzwanzig ihrer Verwandten werden gefangen genommen. Sie wurden 1457 gehängt. Nachdem die Genuesen Raffaellos Körper hatten häuten lassen, schickten sie seine Viertel in Salz gelegt, in alle vier Ecken Korsikas: nach Biguglia, Bonifacio, Calvi und Corte; sein Kopf wurde nach Genua geschickt.

„Am 20. April 1456 erfuhr man in Genua durch einen Brief von Antonio Calvo, dass Leca eingenommen worden war und Raffaelo mit seinen Brüdern und einigen Anhängern in der Burg festsaß. Unter diesen befanden sich auch Verräter, von denen einer, Trastollo da Niolo, seit Anfang des Monats mit dem Gouverneur über den Verrat Raffaelos verhandelte. Dennoch schien der Ort uneinnehmbar. Auf Befehl der Protektoren ließ Antonio Calvo alle Verwandten der Belagerten verhaften und sorgte dafür, dass sie über die Notlage der zu Geiseln degradierten Unglücklichen informiert wurden. Trastollo hatte keine Mühe, einige seiner Kameraden zu überreden, die Zeit, in der Raffaelo und seine Familie zu Tisch saßen, zu nutzen, um Calvo und seine Soldaten hineinzulassen.
Alle wurden lebend gefangen genommen, bevor sie zu den Waffen greifen konnten. Raffaelo, der wusste, dass er keine Chance hatte, stürzte sich von der Stadtmauer und brach sich das Bein. Er hatte noch die Kraft, sich unter einen Felsen zu flüchten, wo er einige Stunden später entdeckt wurde. Die Protektoren schrieben an Calvo: „Es fällt uns nicht leicht, Ihnen schriftlich oder mündlich mitzuteilen, welche Freude die Gefangennahme von Raffaelo, Anton’ Guglielmo und den anderen Rebellen für uns und die ganze Stadt bedeutet.... Foltert sie vor der Hinrichtung, damit sie ihre Verbrechen gestehen“. Raffaelo wurde gehängt, ebenso wie zweiundzwanzig seiner Verwandten, Brüder oder Vettern ersten Grades, deren Körper am Galgen hingen; Raffaelo wurde gehäutet, und die Teile wurden in die wichtigsten Städte Korsikas geschickt, um dort ausgestellt zu werden. Die Instruktionen der Banco hatten das Zeremoniell dieser Vergeltung zwei Monate zuvor geregelt. Cyrnaeus fügt hinzu, dass der Kopf von Raffaelo nach Genua geschickt wurde, nachdem er in Salz gelegt worden war.“

## Notiz
1. ↑  Jano, der von seinem Onkel Tomasino di Campo-Fregoso, der 1437 zum Dogen von Genua gewählt wurde, nach Korsika geschickt wurde, zwang Bartolomeo d’Istria, den Sohn von Vincentello, ihm für 200 Écu die Burg Cinarca zu überlassen, die er wiederum für 3000 Écu an Rinuccio de Leca weiterverkaufte - Colonna de Cesari-Rocca in Histoire de la Corse